# تفسیر مجمع‌البیان

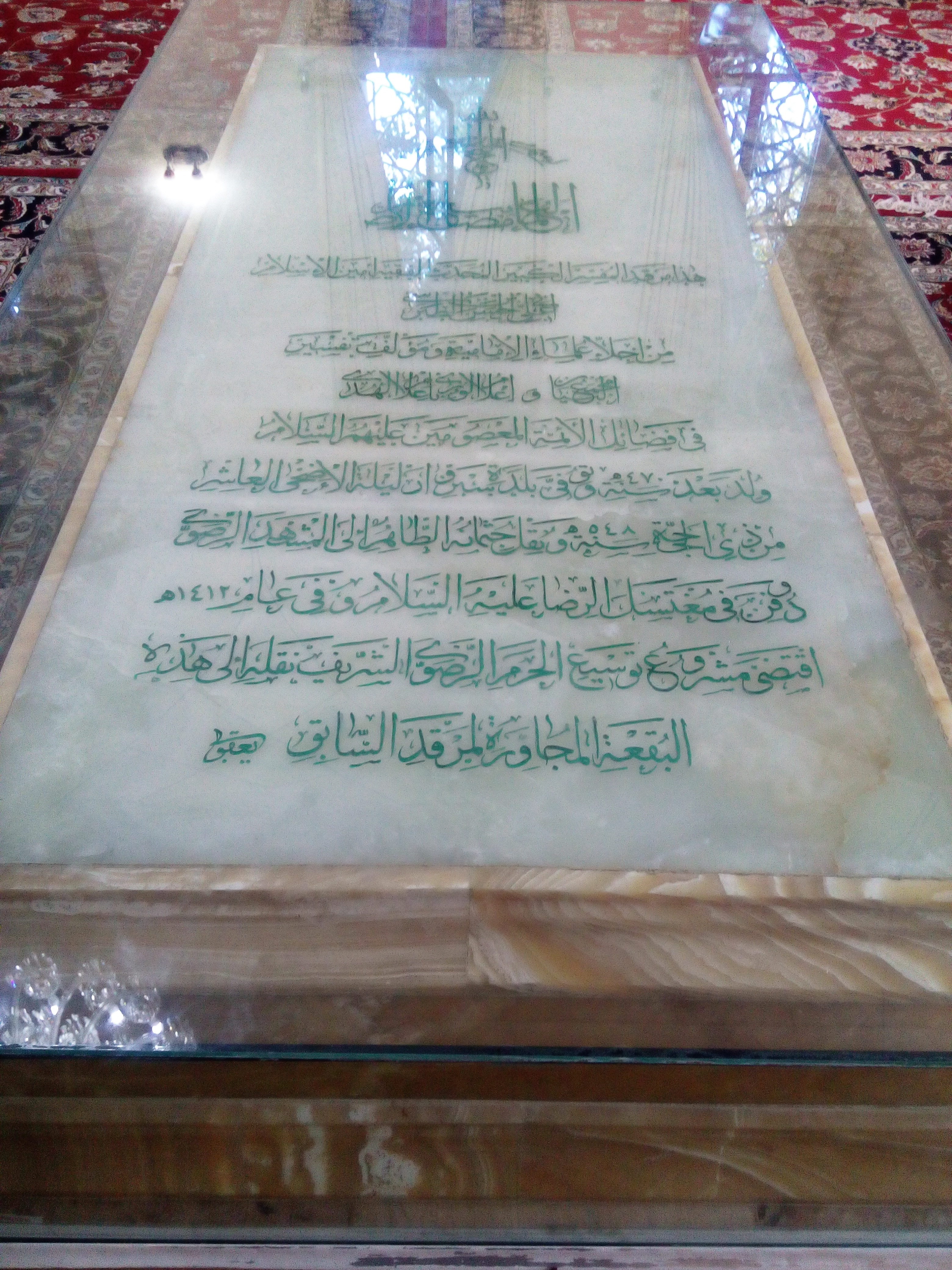
متنی از تفسیر مجمع‌البیان بر روی سنگ قبر شیخ طبرسی

مَجمعُ البَیان لعلوم القُرآن تفسیر قرآن توسط ابوعلی فضل بن الحسن الطبرسی (معروف به شیخ طبرسی) در ۲۰ جلد به زبان عربی است که به زبان فارسی نیز ترجمه شده‌است.

## مؤلف
طبرسی در سال ۴۶۸ یا ۴۶۹ هجری قمری در مشهد متولد و در سال ۵۴۸ هجری قمری در سبزوار فوت کرده و در حرم علی بن موسی الرضا دفن شده‌است.

## انگیزه تألیف
در کتاب ریاض العلما آمده که وقتی طبرسی سکته می‌کند خانواده اش به خیال اینکه مرده وی را دفن می‌کنند. ولی طبرسی در قبر به هوش می‌آید و نذر می‌کند که اگر نجات پیدا کند تفسیر قرآن بنویسید. شب دزدی برای دزدیدن کفن وی قبر را می‌شکافد و وی از قبر بیرون می‌آید و نذر خود را بجا می‌آورد.
محدث نوری گفته این داستان در هیچ کتاب تاریخی دیگری قبل از ریاض العلماء نیامده است. افندی صاحب ریاض العلماء در قرن ۱۱ می‌زیسته و طبرسی در قرن ششم هجری می‌زیسته.

## معرفی
این تفسیر دارای بخش‌های گوناگونی چون قرائت، لغات، بیان معانی، شان نزول، روایات مرتبط، شرح و تبیین قصه‌های قرانی می‌باشد. طبرسی این تفسیر را با الگوگیری از تفسیر تبیان نوشته شیخ طوسی نوشته‌است. طبرسی از معدود مفسران شیعی است که به علم مناسبات توجه کرده‌است.

## اعتبار و ویژگی
مجمع البیان به اتفاق آراء شیعه و اهل سنت، در جامعیت، استحکام مطالب، شیوه ترتیب و تنظیم آنها و در روش تفسیر و تبیین مفاهیم آیات، منزلت خاص و جایگاه ویژه‌ای دارد. شیخ محمود شلتوت رئیس اسبق دانشگاه الازهر می‌گوید: «مجمع البیان در بین کتابهای تفسیری قرآن بی‌همتاست.».
مجمع البیان شامل مباحثی چون قرائت، اعراب، لغات، بیان مشکلات، ذکر موارد معانی و بیان، شان نزول آیات، روایات وارده و شرح و تبیین قصص و حکایات است. این تفسیر تا حد زیادی متأثر از تفسیر التبیان شیخ طوسی است.

## شیوه نگارش
مفسر ابتدا از نظر اختلاف قرائت، سپس از نظر لغت و مشکلات لغوی و از نظر اعراب کلمات سپس از نظر اسباب نزول و معنی آیه را مورد بحث قرار داده و بعد احکام آیه و قصص را مطرح می‌کند. در پایان تحت عنوان نظم، ربط و پیوند معنائی آیات را به یکدیگر و ربط هر آیه از آیات را به آیات قبل و بعد از آنها و همچنین ارتباط سوره‌های قرآن را با هم بیان کرده‌است.